# Laura Harrington
Laura Harrington (Ann Arbor, Míchigan; 29 de abril de 1958) es una actriz estadounidense.
Uno de sus papeles más reconocidos en el cine se dio en la película Maximum Overdrive, escrita y dirigida por Stephen King, en la que interpretó a la pareja del personaje de Emilio Estevez.
También apareció en la película de 1997 The Devil's Advocate, junto a Keanu Reeves y Al Pacino.

## Filmografía
- The Dark End of the Street (1981)
- City Girl (1984)
- National Lampoon's Joy of Sex (1984)
- The Adventures of Buckaroo Banzai Across the 8th Dimension (1984)
- Not My Kid (1985)
- Maximum Overdrive (1986)
- L.A. Takedown (1989)
- Perfect Witness (1989)
- Midnight Cabaret (1990)
- The Secret (1992)
- ¿A quién ama Gilbert Grape? (1993)
- Linda (1993)
- Dead Air (1994)
- The Devil's Advocate (1997)
- Paulie (1998)